# Kantemir Balagov
Kantemir Balagov (russisk: Кантеми́р Арту́рович Бала́гов) (født 28. juli 1991 i Naltjik i Sovjetunionen) er en russisk filminstruktør og manuskriptforfatter.

## Filmografi
- Tesnota (Теснота, 2017)[2][3]
- Dylda (Дылда, 2019)